# حركات اليد

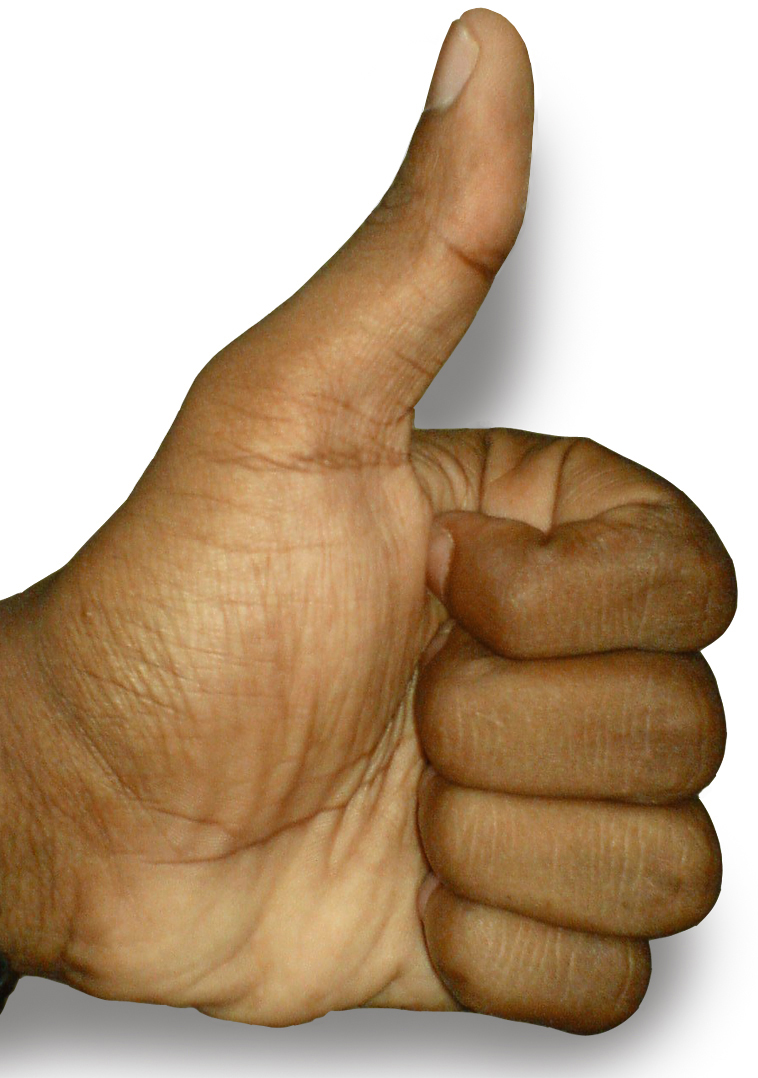
حركة يد باستعمال الإبهام

تعطي معظم حركات اليد معان رمزية يفهمها الإنسان، غير أن المعنى قد يختلف من شخص لآخر لأسباب متعددة منها الثقافات، وبعض تلك المعاني يكون إيجابيًا في حين أن البعض الآخر يكون سلبيًا، لذا يجب الانتباه لثقافة الطرف الآخر لكي لا يفهم الإشارة بطريقة خاطئة.

## الحركات الإرادية
التلويح
تحريك الكف لليمين واليسار كعلامة للترحيب أو التوديع

### التصفيق

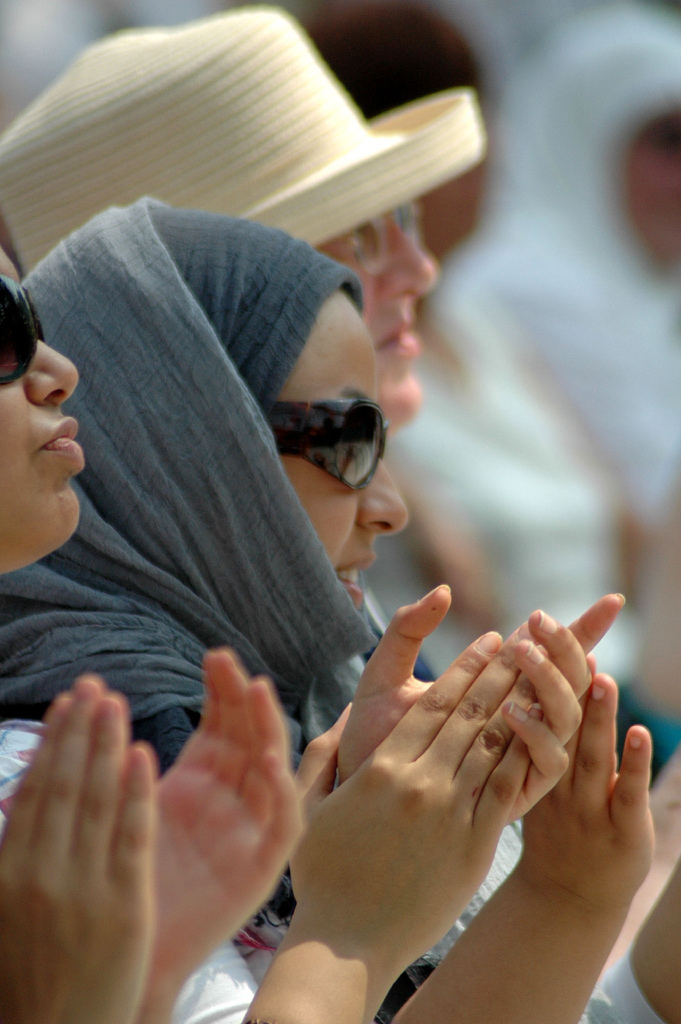
متفرجون يصفقون

التصفيق هو عملية ضرب اليدين بصورة متكررة ما يصدر صوتا. ويستعمل التصفيق كوسيلة لإبداء شعور كالرضا والسرور. ويلجأ للتصفيق عند بداية عرض ما كوسيلة لتهنئة والرضا، أما عند البداية فلتحية العارض.
وفي ديانات عدة يستعمل التصفيق في العبادة، مثل طرد الأرواح الشريرة بالتصفيق في التبت.

### قرع الأصابع Snap
قرع الأصابع يصدر صوتاً يسمى في الإنجليزية "Snap" غالبا ما يكون قرع الأصابع وسيلة لتناغم مع موسيقى.

### تدوير الإبهام
حركة تتم بشبك أصابع اليدين، وتدوير الإبهمين اللذان يبقين أحرار.

### تقاطع السبابة والوسطى
ويطلق عليه بالإنجليزية (Finger Cross)، ويستخدمها المسيحيون لتعطي نفس معنى (أمسك الخشب أو Touch wood).

### آذان الحمار
هي من الحركات التي تستعمل فيها اليد. فيقبض الإبهام على الخنصر والبنصر ويترك السبابة والوسطى مبسوطتان ثم توضع اليد أعلى الرأس وكأنها تشكل آذان حمار. والغرض من هذه الحركة المزاح بتشبيه شخص بالحمار دون أن يعرف.

### اليد على القلب
عندما يتوجس الإنسان من شيء ما ويخاف حدوثه أو عند المفاجأة. وقد تعني ما تكنه من الاحترام أو الشكر تجاه شخص تقدره، أو مثل ما يقوم به الرياضيون أو العسكريون عند إنشاد السلام الوطني لبلادهم.

### رفع الإصبع
رفع الأصبع علامة تدل على الاختيار فمثلا يرفع الطالب اصبعه لإظهار رغبته بالمشاركة.

### رفع الإبهام
الإعجاب أو التأييد لشيء ما.
دليل على إجادة شيء أو لتأكيد على شيء.
إبهام للأسفل
يدل على عدم الإعجاب بشيء ما "dislike"

### رفع السبابة للأعلى
في الثقافة الإسلامية ترتبط بنطق الشهادتين.

## الحركات المفيدة

### اليد على الجبهة
تستعمل لتعابير عن الإصابة بالذهول أو عند تذكر أمر نسيناه.

### اليد خلف الأذن
تستعمل لإفهام الآخر بعدم سماعه بوضوح والرجاء وطلب رفع الصوت قليلا أو إعادة الكلام.

## الحركات اللاإرادية

### وضع الكفين على الخدين
وتعني الحيرة أو الذهول أو التفكير العميق في شيء ما أو الخوف.

### راحة اليد على الجبهة
وتعني الشعور بالتعب أو الدوار.

### حك الكفين للأمام
الشعور بالبرد والاحتكاك لتوليد الحرارة.